# Voynycheve
Voynycheve  (ucraniano: Войничеве) es un pueblo del Raión de Rozdilna en el Óblast de Odesa de Ucrania. Según el censo de 2001, tiene una población de 448 habitantes.